# Karl Goedeke
Karl Goedeke, pseudonimo di Karl Friedrich Ludwig Goedeke (Celle, 15 aprile 1814 – Gottinga, 28 ottobre 1887), è stato un germanista, scrittore e giornalista tedesco, oltre che politico e professore universitario.

## Biografia
Goedeke studiò all'Università Georg-August di Gottinga, sotto la guida, tra gli altri, di Georg Gottfried Gervinus e dei fratelli Grimm, anche se non concluse gli studi e nemmeno diede qualche esame, preferendo dedicarsi al giornalismo e alla scrittura.
Incominciò dalla poesia e poi scrisse un paio di drammi, di stile classicheggiante, che non ottennero un grande successo.
Fondamentali risultarono invece i suoi studi, grazie ai quali portò alla luce e spiegò l'importanza della letteratura tedesca del XVI secolo, oltre a curare la riedizione di testi antichi e recenti (tra cui le opere di Friedrich Schiller, crestomazie e collane e pubblicò vari scritti di storia letteraria, soprattutto su Johann Wolfgang von Goethe).
Nel 1856 pubblicò il primo volume del celebre Compendio di storia della poesia tedesca (Grundriss zur Geschichte der deutschen Dichtung), una opera grandiosa, che si può definire come il più grande repertorio bibliografico, che gli valse l''honoris causa' all'Università di Tubinga nel 1862 e la nomina a professore straordinario di germanistica a Gottinga nel 1873.
Aveva appena finito di pubblicare il terzo volume del Compendio (che includeva la storia della poesia fino alla morte di Goethe) nel 1881, che si rimise al lavoro per rifarne una edizione ancora più completa; riuscì a pubblicare il primo volume nel 1884.
L'opera è stata poi continuata da altri, fino ai giorni nostri, sempre più esaustiva, ed è arrivata al XV volume, pubblicato intorno agli anni sessanta del Novecento.
Nel frattempo di alcuni volumi è già uscita una terza edizione: a dimostrazione della vitalità dell'opera che costituisce ancora oggi uno strumento insostituibile per gli studiosi di letteratura tedesca.
Nel campo della politica fu deputato liberale nel 1848.

## Opere

### Narrativa
- Politische Gedichte, Basilea, 1838;
- König Kodrus, eine Mißgeburt der Zeit, Lipsia, 1839;
- Novellen, Celle, 1841.

### Antologie a cura di Goedeke
- Novellen-Almanach für das Jahr 1843, Hannover, 1842;
- Deutschlands Dichter von 1813 bis 1843. Eine Auswahl von 872 charakteristischen Gedichten aus 131 Dichtern, Hannover, 1844;
- Edelsteine. Eine Festgabe der schönsten Gedichte aus den neuesten Dichtern, Hannover, 1851.

### Lavori letterari
- Knigge's Leben und Schriften, Hannover, 1844;
- Elf Bücher Deutscher Dichtung. Von Sebastian Brant (1500) bis auf die Gegenwart, Lipsia, 1849;
- Deutsche Dichtung im Mittelalter, Hannover, 1854;
- Pamphilus Gengenbach, Hannover, 1856;
- Grundrisz zur Geschichte der deutschen Dichtung, Hannover, 1859–1881;
- Goethe und Schiller, Hannover, 1859;
- Deutsche Dichter des 17. Jahrhunderts, 1867–1876;
- Deutsche Dichter des 16. Jahrhunderts, 1867–1883;
- Emanuel Geibel, Stoccarda, 1869;
- Gottfried August Bürger in Göttingen und Gelliehausen, Hannover, 1873.

### Scritti politici
- Hannovers Antheil an der Stiftung des deutschen Fürstenbundes, Hannover, 1847;
- Hannover und Deutschland. Darstellung des Conflicts zwischen Regierung und Ständen in Betreff der deutschen Sache, Hannover, 1849;
- Die Auflösung der zweiten Cammer, Hannover, 1849.